# (16226) Beaton
(16226) Beaton est un astéroïde de la ceinture principale découvert par LINEAR le 29 février 2000. Sa désignation provoisoire est 2000 DT72.

## Orbite
Beaton a un aphélie de 3,24 UA et un périhélie de 2,99 UA. Il met 2010 jours pour faire le tour du Soleil. Son inclinaison est de 8,23°.

## Caractéristiques
Sa magnitude absolue est de 14,1.